# Cantone di Lyons-la-Forêt
Il Cantone di Lyons-la-Forêt era una divisione amministrativa dell'arrondissement di Les Andelys.
A seguito della riforma approvata con decreto del 25 febbraio 2014, che ha avuto attuazione dopo le elezioni dipartimentali del 2015, è stato soppresso.

## Composizione
Comprendeva i comuni di
- Beauficel-en-Lyons
- Bézu-la-Forêt
- Bosquentin
- Fleury-la-Forêt
- Les Hogues
- Lilly
- Lisors
- Lorleau
- Lyons-la-Forêt
- Rosay-sur-Lieure
- Touffreville
- Le Tronquay
- Vascœuil